# イシュトヴァーン1世 (ハンガリー王)
イシュトヴァーン1世（I. István、975年 - 1038年8月15日 、大首長・ハンガリー国王として997年 - 1038年）は、ハンガリー王国の初代国王。幼名はヴァイク（Vajk）。ハンガリーのキリスト教化に貢献し、カトリック教会では聖人として列聖されている。8月20日は、「聖イシュトヴァーンの日」としてハンガリーの祝日に定められている。聖王とも呼ばれる。

## 生涯

### 国王即位まで
ヴァイク（のちのイシュトヴァーン1世）は、マジャル人の大首長でハンガリー大公ゲーザの息子として、975年、エステルゴムで生まれた。985年、プラハの聖アダルバートから洗礼を受け、イシュトヴァーン（ドイツ語：シュテファン Stephan ）の洗礼名を授けられた。995年、バイエルン公ハインリヒ2世の娘ギーゼラと結婚し、彼女との間に少なくともイムレら3人の息子とアガタ（イングランド王エドワード・アシリング夫人）ら2人の娘（もう一人はブルガリア皇帝ガヴリル・ラドミール夫人）がいたが、息子たちはいずれもイシュトヴァーンより先にこの世を去った。
997年、父ゲーザの死を受けて大首長となったイシュトヴァーンは、各地へ軍事遠征を行ってハンガリーの統一を進め、1000年12月25日（1001年1月1日とする説もある）にローマ教皇シルウェステル2世から授かった冠を用いて、エステルゴムで戴冠式を行った。こうして、正式にハンガリー王国が成立した。

### 王国の統治政策
イシュトヴァーンは、父ゲーザ以来続いていたハンガリーのキリスト教化を進展させた。エステルゴムとカロチャ（Kalocsa）に大司教区を設置し、その他にも8つの司教区を置いた。修道院付属の学校が創設され、ラテン語の普及など文化の振興が進んだ。こうしたハンガリーの教会組織は、オットー1世以来その勢力を強める神聖ローマ帝国から独立した地位にあった。また、彼は王国を県に分け、各県に地方長官（イシュパーン）を配置した。そして、王国統治の根幹となる法令をラテン語で制定、発布した。

### 晩年
1031年、自らの後継者と考えていた息子のイムレ(en)が亡くなった。イシュトヴァーンは悲嘆に暮れ、自らの体調も崩した。やがて回復するものの、かつてのような勢いある王の姿はみられなかった。1038年、死去。遺体はブダペストの西方にあるセーケシュフェヘールヴァールの大聖堂に埋葬された。現在は、この都市にイシュトヴァーン博物館が置かれている。

### 没後
イシュトヴァーンの死後は、息子が既に皆亡くなっていたため、王位継承をめぐって内乱に突入した。さらに、キリスト教化を拒む勢力の反乱も加わったため、王国は混乱を極めた。11世紀末、この反乱を収めたラースロー1世によって、イシュトヴァーンは1083年に聖人として列聖された。